# Chiesa dei Santi Pietro e Paolo (Nesso)
La chiesa parrocchiale del Santi Pietro e Paolo è il principale edificio religioso di Nesso (CO). Sorge nel borgo di Nesso a pochi metri dalle acque del lago di Como. La chiesa in origine era rivolta verso il lago, quando venne ricostruita in stile barocco nel 1600, la facciata fu spostata verso l'abitato come da dettami dell'epoca. Dell'antica chiesa sono ancora visibili i resti di un affresco nel ripostiglio adiacente al campanile.

## Storia
L'attuale chiesa si fonda su un precedente edificio, che la tradizione vuole consacrato in data 28 maggio 1095 da Papa Urbano II durante il suo lungo viaggio che, attraverso il nord Italia, si concluse con l'indizione della prima crociata al concilio di Clermont. In quel tempo, la chiesa conservava le spoglie di Rainaldo, vescovo di Como che durante la lotta per le investiture si era rivelato fedele al papato. Un documento datato 1184 e firmato da papa Lucio III testimonia invece la presenza di un arciprete, posto a capo di una collegiata che nel 1295 risulta comprendere altri sette sacerdoti.
L'edificio, che gli studiosi dubitano esser stato originariamente costruito prima del VII-VIII secolo, subì numerose trasformazioni nel corso dei tempo. 
Nel 1538, anno in cui venne costruito l'odierno campanile, la chiesa fu oggetto di una campagna di ristrutturazioni, commissionata qualche anno prima da Giacomo Simonetta. Nello stesso secolo, all'interno della chiesa, era attestata una pala dedicata ai Santi Rocco e Sebastiano, resti della quale sono ancora conservati in un locale attiguo all'edificio sacro.
Nel 1593 la chiesa risultava orientata verso oriente, oltre ad avere una sola navata a pianta quadrata di lato inferiore a nove metri; nel 1632 l'edificio fu tuttavia soggetta a una radicale riedificazione che durò fino al 1659 ma che venne poi ripresa nel corso del XVIII secolo. 
La chiesa ebbe un ruolo fondamentale per la vita religiosa dell’area, in quanto fu la posta a capo della pieve di Nesso; questa sua importanza è testimoniata dal ricco apparato decorativo dell’interno.

## Descrizione
La facciata è suddivisa in due ordini, sormontati da un timpano con la figura di Dio Padre. Nella fascia inferiore è presente il ricco portale e due nicchie con i santi Pietro e Paolo, nella superiore invece si apre una sorta di serliana con le tre finestre che illuminano l'interno.
Lungo il fianco sinistro è possibile notare, alla stessa altezza della facciata, una struttura che fuoriesce dal corpo principale dell’edificio e che al suo interno ospita il battistero e, in posizione più arretrata, l’alta torre campanaria.
L’interno è costituito da un'aula ad unica navata sulla quale si innesta il presbiterio; la navata è suddivisa in tre campate, due delle quali ospitano quattro cappelle laterali (due per lato) riccamente adornate. Quella di san Giuseppe ospita affreschi attribuiti a Carlo Innocenzo Carloni.
Nel presbiterio, affrescato da Onorato Andina (1854), spicca l'altare maggiore in marmo; la parete dietro di esso è ornata da una pala raffigurante la Madonna con Bambino e i santi Pietro e Paolo incorniciata da quadrature affrescate nel secolo successivo. Altri dipinti sono presenti nell'area presbiterale.
Vicino all'ingresso, sempre sulla sinistra, è presente il battistero con una cupola ottagonale; ogni vela ospita una coppia di santi dipinti dal pittore Luigi Tagliaferri.
Sul lato destro, una cappella ospita una teca dove riposano le presunte spoglie del vescovo Rainaldo.
Tra gli arredi sacri e oggetti liturgici, il crocefisso in legno intagliato risalente al XV secolo (nella cappella dedicata a San Francesco Saverio) e una serie di opere Settecentesche: alcune tele, il crocefisso che sormonta l'accesso al presbiterio (1730-1740), un calice realizzato a Vienna (1775) e un ostensorio proveniente da Monaco di Baviera.
Completano l'apparato decorativo della chiesa l'organo collocato sulla contro-facciata, il cui mobile ligneo risale al Settecento, e gli affreschi che ricoprono la volta della navata, realizzati nel 1930: dalla prima alla terza campata si riconoscono la Trinità, l'Assunzione della Vergine e Angeli.